# Raja Ka Rampur
Raja Ka Rampur is een nagar panchayat (plaats) in het district Etah van de Indiase staat Uttar Pradesh. 

## Demografie
Volgens de Indiase volkstelling van 2001 wonen er 10.720 mensen in Raja Ka Rampur, waarvan 53% mannelijk en 47% vrouwelijk is. De plaats heeft een alfabetiseringsgraad van 52%. 